# Katie Johnson
Bessie Kate Johnson (Clayton, Sussex, 18 de noviembre de 1878 – Elham, Kent, 4 de mayo de 1957), conocida como Katie Johnson, fue una actriz británica.
Debutó en un escenario en 1894 y en la pantalla grande en 1932. En 1908 se casó con el actor Frank Goodenough Bayly (1873 – 1923, Newcastle upon Tyne. Se consagró en 1955, a los 76 años, con su actuación en El quinteto de la muerte, que le mereció el premio BAFTA en 1956.

## Filmografía
- After Office Hours (1932)
- A Glimpse of Paradise (1934)
- Laburnum Grove (1936)
- Dusty Ermine (1936)
- Sunset in Vienna (1937)
- Marigold (1938)
- Gaslight (1940)
- Freedom Radio (1941)
- Jeannie (1941)
- The Black Sheep of Whitehall (1942)
- Talk About Jacqueline (1942)
- He Snoops to Conquer (1944)
- Tawny Pipit (1944)
- Love Letters (1945)
- I See a Dark Stranger (1946)
- The Years Between (1946)
- Meet Me at Dawn (1947)
- The Shop at Sly Corner (1947)
- Death of an Angel (1952)
- I Believe in You (1952)
- Lady in the Fog (1952)
- Three Steps in the Dark (1953)
- Delavine Affair (1954)
- The Rainbow Jacket (1954)
- Out of the Clouds (1955)
- John and Julie (1955)
- The Ladykillers (1955)
- How to Murder a Rich Uncle (1957)